# Cérebro (Marvel Comics)
O Cérebro é uma máquina fictícia do Universo Marvel, mais particularmente dos X-Men. Foi criada por Stan Lee e Jack Kirby. Sua primeira aparição se deu em X-Men #7. Na ficção, após um combate com a Irmandade de Mutantes, o Professor X aparentemente perde seus poderes mentais, não podendo assim mais ajudar seus pupilos. Então revela a Ciclope sobre a existência da máquina e capacidade dela de localizar mutantes em todo o mundo. Desde então, o Cérebro é usado pelos telepatas que fazem parte dos X-Men para localizar mutantes malignos ou benignos, onde quer que estejam. O mutante Caliban tem poderes idênticos aos do Cérebro. O Cérebro também aumenta em 40% a 100% os poderes de qualquer telepata dependendo do seu nível de poder (Jean Grey, por exemplo usa na Saga de Apocalipse de X-Men Evolution para lutar com o Professor X).

## História
Cérebro era um dispositivo semelhante a um computador que estava embutido em uma mesa no escritório de Xavier. Esta versão inicial do Cérebro operava em cartões perfurados e não requeria um usuário (telepático ou não) para se conectar com ele. Uma versão protótipo de Cérebro chamada Cyber foi usada por Xavier para rastrear Ciclope na história de apoio "Origins of the X-Men" no X-Men Volume 1 #40.
Amplifica as ondas cerebrais do usuário. No caso dos telepatas, ele permite ao usuário detectar vestígios de outros em todo o mundo, também capaz de distinguir entre seres humanos e mutantes. As descobertas de sua força inerente foram inconsistentes; Às vezes, nas histórias, poderia detectar alienígenas mutantes fora do planeta, quando, em outros, só podiam procurar assinaturas de mutantes nos Estados Unidos. Se um telepata não preparado usa-lo, pode causar em insanidade, coma, dano cerebral permanente ou até mesmo a morte. 
Mais recentemente, seguindo o exemplo definido pelos filmes X-Men, Cérebro foi substituído por Cerebra (conhecida como a grande irmã de Cérebro), uma máquina do tamanho de uma sala pequena no porão do Instituo Xavier. Embora projetado para se assemelhar à versão do filme de Cérebro, Cerebra é muito menor.

## Outras mídias
Filmes
Geração X
No filme de 1996, Cérebro foi retratado como um computador pessoal de mesa com alguns periféricos personalizados.
X-Men
Cérebro é um dispositivo maciço que preenche Uma sala esférica no porão da Instituto Xavier. A interface do capacete é semelhante à versão vista nos quadrinhos, embora a maior parte das máquinas da Cérebro esteja contida nas paredes circundantes. Durante o uso, as imagens tridimensionais das mentes digitalizadas pelo dispositivo aparecem ao redor do usuário. Ao contrário da versão dos quadrinhos de Cérebro, a versão do filme pode detectar mentes humanas e mutantes com facilidade. A assinatura única de ondas cerebrais mutantes é mostrada no primeiro filme pelas imagens mentais de humanos representadas em preto e branco, enquanto as de mutantes aparecem em cores. Quando Xavier ilustra sua conexão com cada mente humana e mutante na Terra na sequência, X2, os mutantes aparecem em vermelho e os humanos em branco.
X-Men 2
O dispositivo foi modificador por William Stryker em seu enredo. Agora os mutantes aparecem em vermelho e os humanos em branco. De acordo com X2, é difícil identificar a localização dos mutantes que tem a capacidade de se teletransportar, assim como Noturno.
Em ambos os filmes, o capacete da Magneto é capaz de bloquear os sinais telepáticos de Cérebro, bem como quaisquer mutantes telepáticos.
X-Men: Primeira Classe
Uma versão inicial do Cérebro é construído por Hank McCoy (Fera) para ampliar as ondas cerebrais. É usado por Xavier para encontrar e recrutar mutantes para treinamento. Mais tarde, é destruído por Maré Selvagem enquanto Shaw procura a instalação para os jovens mutantes. 
No filme, Emma Frost comenta sua percepção do aumento do alcance telepático de Xavier ao usar Cérebro, o que ela sente apesar de estar a alguns milhares de quilômetros de distância. 
X-Men: Dias De Um Futuro Esquecido
Em X-Men: Dias De Um Futuro Esquecido, o Cérebro aparece no futuro X-Jato como uma extensão construída para a cadeira de rodas de Xavier e é composta por três sensores e um projetor holográfico 3D. No passado, aparece como fez em X-Men e X2, embora empoeirado por longos anos de negligência devido à incapacidade do Xavier do passado. 
X-Men: Apocalipse
Cérebro aparece em X-Men: Apocalipse quando Xavier usa o mesmo para vê Moria procurando por Erik. 
Televisão
X-Men: Série Animada
Cérebro foi fortemente caracterizado durante toda a duração da série. Foi usado principalmente pelo professor Xavier e ele foi mostrado para usá-lo de várias maneiras, como detectar mutantes, aumentar seus poderes e até mesmo entender a tecnologia Shi'ar, e assim por diante. Não havia espaço específico onde Cérebro fosse mantido como na outra série animada, mas em vez disso saiu do teto, principalmente no quarto Guerra onde os X-Men realizavam as reuniões da equipe.
X-Men: Evolution
Foi mostrado sendo usado principalmente pelo professor e, eventualmente, Jean Grey. No início da série, Cérebro era uma versão primitiva do que mais tarde se tornaria, à medida que o programa avançava eventualmente tendo uma aparência idêntica ao Cérebro nos filmes X-Men. Cérebro originalmente apareceu como um console de computador com periféricos personalizados que surgiram de um componente de parede escondida na mansão. Eventualmente, este Cérebro foi destruído pelo paterno-irmão do Professor X, o Juggernaut. Quando foi reconstruída, o Cérebro recebeu seu próprio quarto, em vez do componente da parede oculta como antes. 
Wolverine e os X-Men
Cérebro é extremamente importante para a série geral, pois serve como um link para o passado, presente e futuro. Originalmente, Cérebro foi danificado em um ataque inexplicado no professor X no presente, onde ele acaba em coma apenas para acordar vinte anos para o futuro. No futuro, vinte anos a partir de agora, os X-Men foram mortos e o mundo está sendo controlado pelos robôs de caça mutante chamados Sentinelas. Xavier, com os componentes sobreviventes de Cérebro que ele encontra, contato telepaticamente com os X-Men vinte anos no passado (o presente) e instrui-los a parar aqueles que criariam o futuro sombrio que ele acordava em vinte anos depois (seu presente).
Pantera Negra

Na série de 2010, Black Panther, Tempestade usa Cérebro para localizar Juggernaut em Wakanda.